# علي أحمد الأسدي
علي أحمد الأسدي هو مغني وشاعر يمني. ولد عام 1952 في صنعاء، وتلقى تعليمه هناك، حصل على دبلوم معهد العلوم الإدارية ودبلوم معهد الدراسات الموسيقية. له مساهمات في كتابة الشعر الغنائي، وصدرت له مجموعات قصصية. ترجم عدداً من قصائده الحمينية إلى الإنجليزية. وله عدد من الألحان والمؤلفات الموسيقية والإستعراضية. انتخب رئيساً لنقابة الفنانين في الجمهورية العربية اليمنية قبل الوحدة. وهو عضو في اتحاد الفنانين العرب.

## أعماله
- الفلك البعيد (مجموعة قصصية).
- آدم الثاني عشر (مسرحية).
- الأسباب (مسرحية).
- اليرقة (مسرحية).
- ضاعت الصعبة (مسرحية).
- الخير للجميع (قصص للأطفال).
- ميمون (قصص للأطفال).